# Rhomboda polygonoides
Rhomboda polygonoides là một loài thực vật có hoa trong họ Lan. Loài này được (F.Muell.) Ormerod miêu tả khoa học đầu tiên năm 1995.